# Krpeľany
Krpeľany (in ungherese Kerpelény) è un comune della Slovacchia facente parte del distretto di Martin, nella regione di Žilina.